# Hederorkis
Hederorkis Thouars, 1809 è un genere di piante della famiglia Orchidaceae, endemico delle isole Mauritius e Seychelles.

## Tassonomia
Comprende le seguenti specie:
- Hederorkis scandens Thouars, 1822
- Hederorkis seychellensis Bosser, 1976